# Kabinet-Václav Klaus II
Het kabinet–Václav Klaus II was de regering van de Tsjechische Republiek van 4 juli 1996 tot 17 december 1997. Het kabinet werd gevormd door de politieke partijen Democratische Burgerpartij (ODS), Christendemocratische Unie-Tsjecho-Slowaakse Volkspartij (KDU-ČSL) en de Občanská demokratická aliance (ODA) na de Tsjechische kamerverkiezingen van 1996, Václav Klaus van de ODS werd door president Václav Havel tot premier aangesteld.

## Kabinet–Václav Klaus II (1996–1997)
| Ambtsbekleder                | Ambtsbekleder    | Ambtsbekleder               | Functie(s)                             | Ambtstermijn    | Ambtstermijn     | Partij(en) |
| ---------------------------- | ---------------- | --------------------------- | -------------------------------------- | --------------- | ---------------- | ---------- |
|                              | Václav Klaus     | Václav Klaus (1941)         | Premier                                | 1 januari 1993  | 17 december 1997 | ODS        |
|                              | Josef Lux        | Josef Lux (1956–1999)       | Vicepremier                            | 1 januari 1993  | 17 juli 1998     | KDU-ČSL    |
| Minister van Landbouw        | Josef Lux        | Josef Lux (1956–1999)       |                                        | 1 januari 1993  | 17 juli 1998     | KDU-ČSL    |
|                              | Jan Kalvoda      | Jan Kalvoda (1953)          | Vicepremier                            | 1 januari 1993  | 7 januari 1997   | ODA        |
| Minister van Justitie        | Jan Kalvoda      | Jan Kalvoda (1953)          | 4 juli 1996                            |                 | 7 januari 1997   | ODA        |
|                              |                  | Jiří Skalický (1956)        | Vicepremier                            | 7 januari 1997  | 17 december 1997 | ODA        |
| Minister van Milieu          | 4 juli 1996      | Jiří Skalický (1956)        | 20 februari 1998                       |                 |                  | ODA        |
|                              | Jan Ruml         | Jan Ruml (1946)             | Minister van Binnenlandse Zaken        | 1 januari 1993  | 7 november 1997  | ODS        |
|                              | Jindřich Vodička | Jindřich Vodička (1952)     | Minister van Binnenlandse Zaken        | 7 november 1997 | 17 december 1997 | ODS        |
|                              |                  | Josef Zieleniec (1946)      | Minister van Buitenlandse Zaken        | 1 januari 1993  | 23 oktober 1997  | ODS        |
|                              | Jaroslav Šedivý  | Jaroslav Šedivý (1929–2023) | Minister van Buitenlandse Zaken        | 23 oktober 1997 | 17 juli 1998     | O          |
|                              |                  | Ivan Kočárník (1944)        | Minister van Financiën                 | 1 januari 1993  | 3 juni 1997      | ODS        |
|                              | Ivan Pilip       | Ivan Pilip (1963)           | Minister van Financiën                 | 3 juni 1997     | 17 juli 1998     | ODS        |
|                              | Vlasta Parkanová | Vlasta Parkanová (1951)     | Minister van Justitie                  | 7 januari 1997  | 17 juli 1998     | ODA        |
|                              | Vladimír Dlouhý  | Vladimír Dlouhý (1953)      | Minister van Industrie en Handel       | 1 januari 1993  | 1 juni 1997      | ODA        |
|                              | Karel Kühnl      | Karel Kühnl (1954)          | Minister van Industrie en Handel       | 1 juni 1997     | 17 juli 1998     | ODA        |
|                              | Miloslav Výborný | Miloslav Výborný (1952)     | Minister van Defensie                  | 4 juli 1996     | 17 december 1997 | KDU-ČSL    |
|                              | Jan Stráský      | Jan Stráský (1940–2019)     | Minister van Volksgezondheid           | 10 oktober 1995 | 17 december 1997 | ODS        |
|                              | Jindřich Vodička | Jindřich Vodička (1952)     | Minister van Arbeid en Sociale Zaken   | 1 januari 1993  | 7 november 1997  | ODS        |
|                              |                  | Stanislav Volák (1947)      | Minister van Arbeid en Sociale Zaken   | 7 november 1997 | 17 juli 1998     | ODS        |
|                              | Ivan Pilip       | Ivan Pilip (1963)           | Minister van Onderwijs, Jeugd en Sport | 27 april 1994   | 3 juni 1997      | ODS        |
|                              | Jiří Gruša       | Jiří Gruša (1938–2011)      | Minister van Onderwijs, Jeugd en Sport | 3 juni 1997     | 17 december 1997 | O          |
|                              | Martin Říman     | Martin Říman (1961)         | Minister van Verkeer                   | 4 juli 1996     | 17 december 1997 | ODS        |
|                              |                  | Jaromír Schneider (1940)    | Minister van Regionale Ontwikkeling    | 4 juli 1996     | 2 mei 1997       | KDU-ČSL    |
|                              |                  | Tomas Kvapil (1955–2022)    | Minister van Regionale Ontwikkeling    | 2 mei 1997      | 17 december 1997 | KDU-ČSL    |
|                              |                  | Jaromír Talíř (1950)        | Minister van Cultuur                   | 4 juli 1996     | 17 december 1997 | KDU-ČSL    |
| Minister zonder portefeuille |                  |                             |                                        |                 |                  |            |
| Ambtsbekleder                | Ambtsbekleder    | Ambtsbekleder               | Functie(s)                             | Ambtstermijn    | Ambtstermijn     | Partij(en) |
|                              | Pavel Bratinka   | Pavel Bratinka (1946)       | Minister zonder portefeuille           | 4 juli 1996     | 17 december 1997 | ODS        |